# Belgique aux Jeux olympiques d'hiver de 1980
La Belgique participe aux Jeux olympiques d'hiver de 1980 à Lake Placid aux États-Unis du 13 au 24 février 1980. Il s'agit de sa onzième participations aux Jeux d'hiver.
La Belgique fait partie des dix-huit pays qui ne remportent pas de médaille au cours de ces Jeux olympiques.

## Ski alpin
| Athlète       | Épreuve      | Manche 1      | Manche 1 | Manche 2      | Manche 2 | Total         | Total |
| Athlète       | Épreuve      | Temps         | Rang     | Temps         | Rang     | Temps         | Rang  |
| ------------- | ------------ | ------------- | -------- | ------------- | -------- | ------------- | ----- |
| Didier Lamont | Descente     | NC            | NC       | NC            | NC       | 1 min 57 s 57 | 34e   |
| Didier Lamont | Slalom       | DNF           | -        | -             | -        | DNF           | -     |
| Didier Lamont | Slalom géant | 1 min 32 s 54 | 53e      | 1 min 33 s 14 | 45e      | 3 min 5 s 68  | 47e   |
| Henri Mollin  | Descente     | NC            | NC       | NC            | NC       | 1 min 55 s 83 | 33e   |
| Henri Mollin  | Slalom       | 1 min 1 s 49  | 29e      | 57 s 40       | 24e      | 1 min 58 s 89 | 24e   |
| Henri Mollin  | Slalom géant | 1 min 33 s 02 | 55e      | DNF           | -        | DNF           | -     |